# جورج مالوليكا
جورج مالوليكا (بالإنجليزية: George Maluleka) (7 يناير 1989 في جنوب أفريقيا - ) هو لاعب كرة قدم جنوب أفريقي في مركز الوسط. شارك مع منتخب جنوب أفريقيا تحت 20 سنة لكرة القدم ومنتخب جنوب أفريقيا لكرة القدم. أما مع النوادي، فقد لعب مع أياكس كيب تاون وسوبر سبورت يونايتد ونادي جامعة بريتوريا ونادي كايزر تشيفز.

## روابط خارجية
- جورج مالوليكا على موقع قاعدة بيانات كرة القدم.إي يو (الإنجليزية)
- جورج مالوليكا على موقع ناشيونال فوتبول تيمز (الإنجليزية)
- جورج مالوليكا على موقع Soccerway.com (الإنجليزية)
- جورج مالوليكا على موقع عالم كرة القدم.نت (الإنجليزية)